# مانوئل گاتو
مانوئل گاتو (انگلیسی: Manuel Gato؛ زادهٔ ۲۸ ژانویهٔ ۱۹۸۴) بازیکن فوتبال اهل اسپانیا است.
از باشگاه‌هایی که در آن بازی کرده‌است می‌توان به باشگاه فوتبال هرکولس، باشگاه فوتبال سابادل، و باشگاه فوتبال آلباسته بالومپیه اشاره کرد.
وی همچنین در تیم ملی فوتبال زیر ۱۶ سال اسپانیا بازی کرده‌است.